# Ytterbyn (Sandviken)
Ytterbyn is een plaats in de gemeente Sandviken in het landschap Gästrikland en de provincie Gävleborgs län in Zweden. De plaats heeft 63 inwoners (2005) en een oppervlakte van 16 hectare. De plaats ligt iets ten oosten van de rivier de Jädraån.

## Verkeer en vervoer
Bij de plaats loopt de Länsväg 302.